# Le Petit-Saconnex
Le Petit-Saconnex (toponimo francese) è un quartiere di Ginevra.

## Storia

Il territorio del comune di Le Petit-Saconnex prima degli accorpamenti comunali del 1931

Già comune autonomo istituito nel 1798, comprendeva anche i quartieri di Beaulieu, Grand-Pré, Le Prieuré, Les Charmilles, La Servette, Moillebeau, Morillon, Saint-Jean, Sécheron, Varembé; dal suo territorio nel 1850 furono scorporati i quartieri di Les Pâquis, Montbrillant e Les Grottes, assegnati a Ginevra. Nel 1931 Le Petit-Saconnex è stato a sua volta accorpato a Ginevra assieme agli altri comuni soppressi di Les Eaux-Vives e Plainpalais.

## Monumenti e luoghi d'interesse

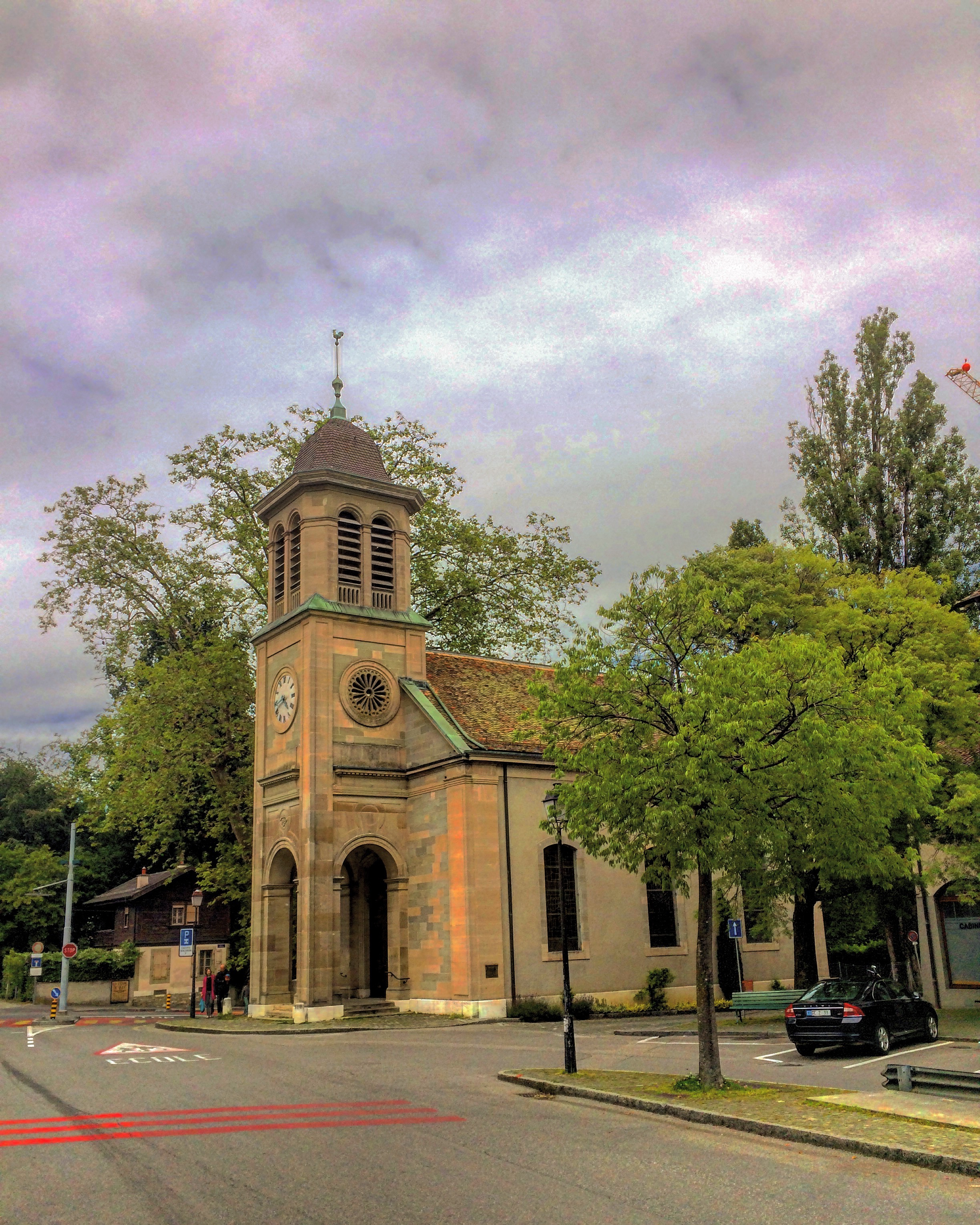
La chiesa riformata

- Chiesa riformata, eretta nel 1624-1628[1];
- Cimitero, aperto nel 1815 e diviso in due parti sino al 1878. A partire dal luglio del 1931 Ginevra si prese carico della sua manutenzione. Questo luogo venne ingrandito a due riprese, nel 1932 e nel 1942. Dal 1946 il Consiglio amministrativo di Ginevra decise che tutte le persone decedute sulla riva destra del Rodano fossero inumate al cimitero di Petit-Saconnex; dal 1947 il numero di sepolture aumentò in seguito alla chiusura provvisoria del cimitero di Châtelaine[2]. Il conte Aleksandr Ivanovič Osterman-Tolstoj  è sepolto qui.

## Società

### Evoluzione demografica
L'evoluzione demografica è riportata nella seguente tabella:
Abitanti censiti

## Amministrazione
Ogni famiglia originaria del luogo fa parte del cosiddetto comune patriziale e ha la responsabilità della manutenzione di ogni bene ricadente all'interno dei confini del comune.